# Boliwia
Boliwia (hiszp. Bolivia), oficjalnie Wielonarodowe Państwo Boliwia (hiszp. Estado Plurinacional de Bolivia) – państwo śródlądowe w środkowo-zachodniej części Ameryki Południowej, graniczy z Brazylią na północy i wschodzie, Paragwajem i Argentyną na południu oraz z Chile i Peru na zachodzie. Konstytucyjną stolicą jest Sucre, siedzibą rządu jest La Paz.

## Warunki naturalne

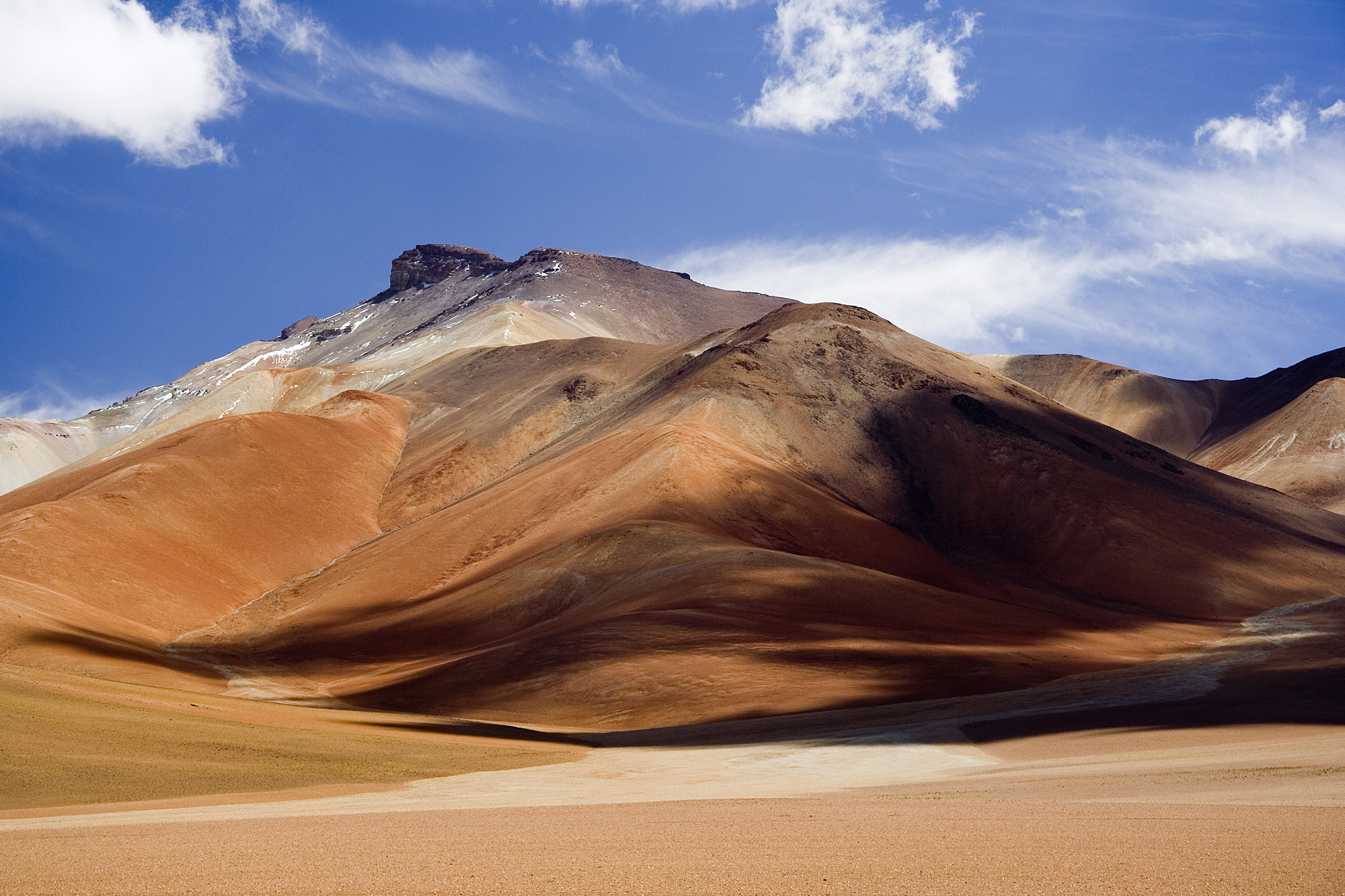
Altiplano Boliviano

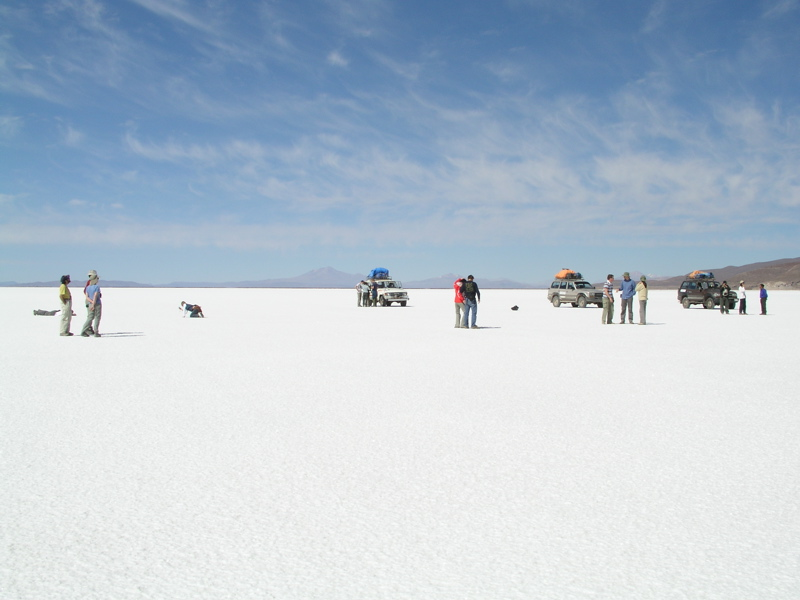
Salar de Uyuni

Boliwia jest jednym z dwóch krajów Ameryki Południowej, które nie mają dostępu do morza (straciła go w 1884). Na zachodzie wznoszą się góry, natomiast na wschodzie teren się obniża. Pasmo Andów o szerokości ok. 600 km, składa się tu z trzech głównych łańcuchów – Kordyliery Zachodniej (najwyższy szczyt Boliwii: Sajama – 6520 m), Kordyliery Środkowej oraz Kordyliery Wschodniej. Pomiędzy Kordylierami Zachodnią i Środkową rozciąga się płaskowyż Altiplano (hiszp. altiplano – płaskowyż).
Na wschód teren opada przechodząc w przedgórze Yungas i w końcu w Nizinę Boliwijską. Na południowym wschodzie kraju leży część Gran Chaco, a na północy rozciąga się obszar Niziny Amazonki. Największe rzeki Boliwii to Mamoré, Beni i Guaporé. Na Altiplano znajdują się bezodpływowe jeziora (Titicaca, Poopó) oraz solniska (Salar de Uyuni).

### Klimat
Na nizinach Boliwii panuje klimat podrównikowy z roczną sumą opadów wahającą się w granicach od 2000 do 3000 mm; na przedgórzu klimat kontynentalny wilgotny (opady 1500–2000 mm), a w Andach kontynentalny suchy z sumą opadów do 600 mm.

### Flora
Na Nizinie Boliwijskiej znajdują się przede wszystkim lasy równikowe (lasy stanowią 51% powierzchni kraju) i sawanny. W górach dominują formacje półpustynne: puna i jalca.
W Boliwii istnieje 13 parków narodowych. Najbardziej znany to Sajama.

### Fauna
W lasach równikowych Boliwii można spotkać m.in. jaguary, pumy, kapibary, kajmany, tapiry i małpy (zwierzęta, które preferują klimat wilgotny).

## Historia
Tereny obecnej Boliwii zamieszkane były przez ludność kultur prekolumbijskich od około 20 000 lat. Pierwszą z wysoce rozwiniętych była kultura Tiahuanaco, która rozwinęła się na południowym wybrzeżu jeziora Titicaca około II wieku p.n.e. W XV wieku terytorium ludu Ajmara zostało podbite i włączone w obręb Państwa Inków. W XVI wieku hiszpańscy konkwistadorzy pod wodzą Francisco Pizarro dokonali podboju terenów obecnej Boliwii. Jako Górne Peru zostały one włączone do nowo powstałego Wicekrólestwa Peru, a następnie do Wicekrólestwa La Platy. Nazwa państwa – nadana mu po oderwaniu się w roku 1825 od Peru – pochodzi od nazwiska Simóna Bolivara, przywódcy walk o wyzwolenie Ameryki Południowej spod władzy Hiszpanów.
W roku 1828, po zrzeczeniu się władzy przez pierwszego prezydenta Boliwii, Antonio José de Sucre, na stanowisko prezydenta wybrano Andrésa Santa Cruz, który uchylił uchwaloną za Simona Bolivara konstytucję. W roku 1836 Santa Cruz zajął Peru i utworzył Konfederację Peruwiańsko-Boliwijską. Konfederacja przetrwała do roku 1839, kiedy na skutek przegranej wojny z Chile i Argentyną Peru odzyskało niepodległość.
16 czerwca 1839 roku kongres ustanowił generała Velasco tymczasowym prezydentem Republiki do czasu nowych wyborów. W tym czasie Santa Cruz zbiegł do Ekwadoru. W wyniku anarchii, która wkrótce wybuchła w całym państwie, również generał Velasco ustąpił z zajmowanego stanowiska na rzecz generała Balliviána.
Korzystając z osłabienia Boliwii, w roku 1841 prezydent Peru Agustín Gamarra postanowił dokonać aneksji bogatej w surowce naturalne prowincji La Paz i wtargnął w tym celu do kraju, oblegając jego stolicę. W trakcie bitwy pod Ingavi (bitwa na równinie Ingavi) w dniu 20 listopada 1841 roku armia peruwiańska została jednak rozbita przez Boliwijczyków pod wodzą Balliviána, a prezydent Gamarra poniósł śmierć. Ballivián próbował jeszcze wykorzystać klęskę przeciwnika, wchodząc na ziemie Peru, jednak 7 czerwca 1842 roku pod naciskiem Chile obie strony zawarły w Puno porozumienie pokojowe. W roku 1884, na mocy traktatów pokojowych kończących tzw. wojnę o saletrę, Boliwia straciła dostęp do Oceanu Spokojnego, co miało duży wpływ na jej późniejszą sytuację gospodarczą. Po kolejnej wojnie, tym razem z Brazylią, w roku 1903 utraciła kauczukodajny region Acre.
W latach 1932–1935 Boliwia toczyła wojnę o Chaco, w wyniku której straciła na rzecz Paragwaju 2/3 spornego terytorium. Porażka rządu w wojnie doprowadziła w maju 1936 roku do puczu, w wyniku którego na blisko rok władzę przejął pułkownik José David Toro. Rząd wojskowy dokonał nacjonalizacji spółek naftowych, przyjął interwencjonizm gospodarczy, utworzył Ministerstwo Pracy oraz zakazał działania partii politycznych, powołując w ich miejsce lewicującą Państwową Partię Socjalistyczną. Rezygnacja z części lewicowych postulatów doprowadziła do odsunięcia Toro od władzy i przejęcia władzy przez Germána Buscha. Pod rządami Buscha starano się wprowadzić w życie koncepcję „demokracji funkcjonalnej”, utrzymanej w duchu patriotycznym. Po śmierci Buscha w 1939 roku doszło do powrotu do wcześniejszej formy rządów, opartej na poparciu tradycyjnych partii. Status quo zachwiany został przez radykalne grupy, które przejęły kontrolę nad kongresem u progu lat 40. Najważniejszymi z nich była Rewolucyjna Partia Robotnicza, Boliwijska Falanga Socjalistyczna, Lewicowa Partia Rewolucyjna oraz Rewolucyjny Ruch Nacjonalistyczny. Grupy te miały charakter skrajnie prawicowy lub marksistowski. Wydarzeniem, które doprowadziło do upadku umiarkowanych rządów, była masakra strajkujących górników w Catavi, w której zginąć mogło nawet 400 pracowników. Po tych wydarzeniach w 1943 roku doszło do kolejnego zamachu stanu, w wyniku którego władzę przejął Gualberto Villarroel. Spisek oficerów, zawiązany przez nowego prezydenta, zawarł sojusz z Rewolucyjnym Ruchem Nacjonalistycznym, który jednak został wkrótce rozwiązany, a ministrowie Ruchu wydaleni z rządu. W 1946 roku doszło do wybuchu walk politycznych i zabójstw, których ofiarą padł sam prezydent. Kolejni prezydenci, Enrique Hertzog i Mamerto Urriolagoitia, nie byli w stanie opanować sytuacji w kraju, a wybory w 1949 roku wygrał Rewolucyjny Ruch Nacjonalistyczny. Urriolagoitia anulował co prawda wynik wyborów i oddał na krótko rządy wojskowym.

Straty terytorialne 1867–1938

W 1952 roku Rewolucyjny Ruch Nacjonalistyczny dokonał przewrotu politycznego w kraju, obalając juntę. Stojący na czele ruchu Víctor Paz Estenssoro objął urząd prezydenta. Rząd zainicjował wiele reform mających upodobnić kraj ustrojowo do ówczesnego Meksyku. Dalsze reformy uniemożliwił konflikt w szeregach partii: prawicowa część ruchu wolała, aby kraj wyszedł z kryzysu gospodarczego z pomocą Stanów Zjednoczonych Ameryki, z kolei lewica uważała, że najlepszym wyjściem będzie zwiększenie interwencjonizmu gospodarczego. Dwunastoletnie rządy Rewolucyjnego Ruchu Nacjonalistycznego zakończył w 1964 roku zamach stanu i utworzenie junty wojskowej, na czele której stanęli René Barrientos Ortuño i Alfredo Ovando Candía. Nowy rząd przyjął liberalny program gospodarczy i postawił na współpracę ze Stanami Zjednoczonymi. Podparciem rządów Barrientosa stał się Ludowy Ruch Chrześcijański. Wojsko w roku 1965 stłumiło powstania chłopów i robotników. Pod koniec lat 60. przeciwko rządom wojskowym wybuchła wojna partyzancka, którą prowadziła Armia Wyzwolenia Narodowego. Rebelia z pomocą rządu Stanów Zjednoczonych została stłamszona na początku lat 70. W 1969 roku dotychczasowa junta została obalona przez reformatorskich oficerów postulujących powrót do rewolucyjnego nacjonalizmu. Początkowo władzę objął Ovando, będący dawnym uczestnikiem junty wojskowej. W 1970 roku zastąpił go socjalista Juan José Torres, który zrezygnował z polityki proamerykańskiej i nawiązał bliższe relacje ze ZSRR. Krótkotrwałe lewicujące rządy zostały wykorzystane przez radykalnych aktywistów oraz chłopstwo do próby wpływania na władzę poprzez tworzenie milicji i wzmożone protesty.
W 1971 roku doszło do prawicowego zamachu stanu, w wyniku którego władzę objął kolejny wojskowy dyktator Hugo Banzer Suárez, który prowadził neoliberalną politykę gospodarczą. Jako wojskowy doprowadził do ograniczenia swobód konstytucyjnych. Nieudolna polityka prezydenta doprowadziła do dwóch prób zamachu stanu oraz powstania chłopskiego. Prawicowy rząd uzyskał poparcie Narodowego Ruchu Rewolucyjnego i falangistów. Obydwie partie utworzyły prorządowy Nacjonalistyczny Front Ludowy. Protesty zmusiły Banzera do przeprowadzenia w 1977 roku wolnych wyborów prezydenckich. U progu lat 80. doszło do szeregu zamachów stanu, w wyniku których w końcu władzę przejął generał Luis García Meza Tejada. Brutalne rządy i tłamszenie opozycji z pomocą byłych zbrodniarzy nazistowskich czy europejskich najemników oraz udział w handlu kokainą doprowadziły do międzynarodowej izolacji Boliwii. Protesty, które o mało nie doprowadziły do wybuchu wojny domowej, skłoniły wojsko do oddania władzy w roku 1982 i wówczas narodziły się w Boliwii rządy demokratyczne.
Rządy od lat 80. prowadziły politykę proamerykańską i liberalną gospodarczo. Sytuacja ta zmieniła się po 2006 roku, gdy do władzy doszedł kandydat lewicy, Indianin Evo Morales z ugrupowania Ruch na rzecz Socjalizmu. W następstwie masowych dwutygodniowych protestów społecznych, spowodowanych fałszerstwami wyborczymi, 10 listopada 2019 roku policja i wojsko wypowiedziały posłuszeństwo Evo Moralesowi, który następnie ustąpił z urzędu prezydenta Boliwii i odleciał do Meksyku, gdzie uzyskał azyl. Parlament powołał wówczas na tymczasową prezydentkę opozycyjną senator Jeanine Áñez. Jej rząd wszczął śledztwo przeciw Moralesowi i jego rządowi o sfałszowanie wyborów i m.in. terroryzm, co spotkało się z protestami organizacji broniących praw człowieka. Tymczasowe władzy przeprowadziły jednak w październiku 2020 roku ponowne wybory, które wygrał minister gospodarki w rządzie Moralesa Luis Arce. Wówczas umorzono postępowanie wobec Moralesa, a ten wrócił do kraju. Po niespodziewanie przegranych wyborach lokalnych z marca 2021 roku (8 z 10 burmistrzów największych miast, 4 z 9 stanowisk gubernatorów) boliwijskie władze aresztowały Áñez, pięciu jej ministrów i dwóch dowódców armii, oskarżając ich o spisek, zamach stanu i terroryzm. Organizacja Państw Amerykańskich, Unia Europejska i sekretarz generalny ONZ zażądały do rządu Boliwii jawności i gwarancji uczciwego procesu dla aresztowanych.
26 czerwca 2024 roku doszło do próby wojskowego puczu w Boliwii. Generał Juan José Zúñiga, głównodowodzący boliwijskich sił zbrojnych, ogłosił, że wojsko przejmuje władzę, aby położyć kres trwającemu w kraju politycznemu kryzysowi. Rząd Boliwii ogłosił dymisję trzech dowódców sił zbrojnych, uważanych za organizatorów puczu. Generał Juan José Zúñiga został wieczorem aresztowany przez policję. W swoich wyjaśnieniach stwierdził, że to sam prezydent Luis Arce zlecił mu przeprowadzenie wojskowego zamachu stanu. W związku z puczem aresztowano 17 osób, zarówno oficerów, jak i cywilów, którym postawiono zarzuty przygotowania spisku w celu obalenia władz.

## Ustrój polityczny
Republika prezydencka od 1967 roku. Głową państwa i szefem rządu jest prezydent wybierany na 5 lat, z wprowadzoną po referendum w 2009 roku możliwością jednokrotnej reelekcji. Parlament, zwany Kongresem, składa się z dwóch izb: Izby Deputowanych – 130 członków (68 członków wybieranych w okręgach jednomandatowych, 62 wybieranych z list partyjnych w okręgach wielomandatowych) i Senatu – 27 członków wybieranych w okręgach wielomandatowych.
Boliwia podzielona jest na 9 departamentów i 94 prowincje.
14 kwietnia 2009 roku Kongres zaakceptował nowe prawo wyborcze, zapewniające rdzennej ludności kraju (Indianom) 7 mandatów w Wielonarodowym Zgromadzeniu Legislacyjnym (Asamblea Legislativa Plurinacional) w tych departamentach, w których nie stanowią większości ludności. 50% składu Zgromadzenia mają stanowić ponadto kobiety. Prawo daje ponadto możliwość głosowania Boliwijczykom nie mieszkającym w ojczyźnie. Zaplanowano również referenda w sprawie autonomii dla 5 z 9 regionów tworzących Boliwię, domagających się niezależności (Chuquisaca, La Paz, Cochabamba, Oruro oraz Potosí). Pomysły te były krytykowane przez opozycję. Główne partie: Ruch na rzecz Socjalizmu, Ruch Narodowo-Rewolucyjny (MNR), Przymierze Narodowo-Demokratyczne (ADN), Ruch Rewolucyjnej Lewicy (MIR), Sumienie Ojczyzny (Condepa), Unia Solidarności Obywatelskiej (UCS).

## Podział administracyjny

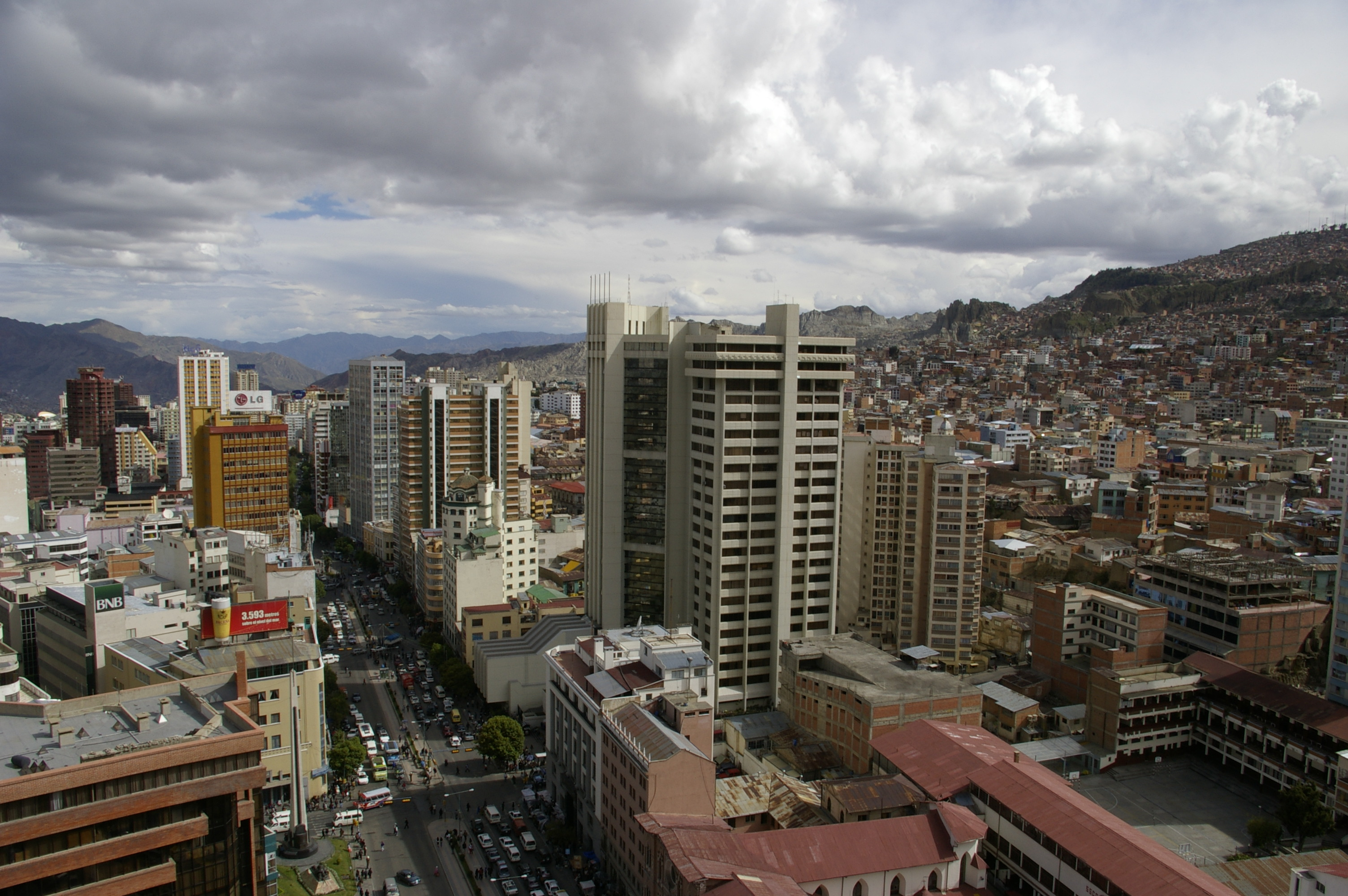
La Paz

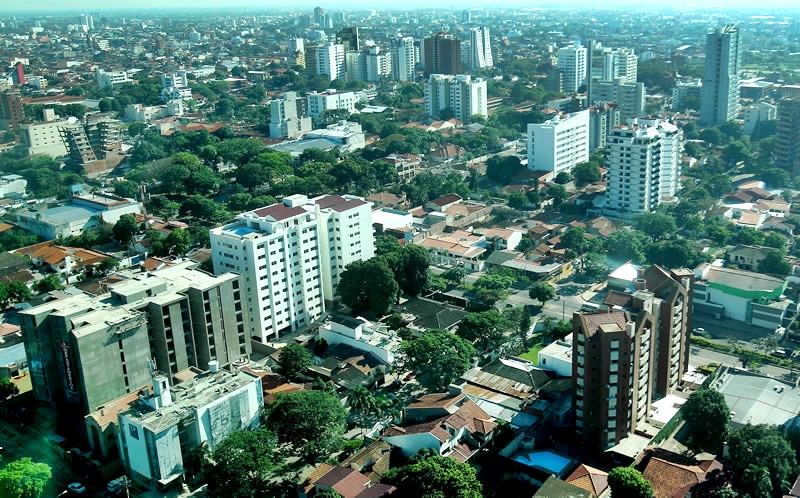
Santa Cruz

Boliwia dzieli się na departamenty (w nawiasie stolice departamentów):
- Chuquisaca (Sucre)
- Cochabamba (Cochabamba)
- Beni (Trinidad)
- La Paz (La Paz)
- Oruro (Oruro)
- Pando (Cobija)
- Potosí (Potosí)
- Santa Cruz (Santa Cruz de la Sierra)
- Tarija (Tarija)

## Ludność
Średnia gęstość zaludnienia wynosi 10 osób na km². Ludność jest rozmieszczona nierównomiernie. Około 3/4 ludności zamieszkuje Andy, zwłaszcza obszary powyżej 3000 m n.p.m. Obszary miejskie zamieszkuje 68,5% ludności (2015).

### Miasta Boliwii
W 2012 roku największym miastem Boliwii było Santa Cruz. Poza tym populację przekraczającą 500 tysięcy mieszkańców miały także El Alto, La Paz oraz Cochabamba.
|   | Miasto     | Departament | Liczba mieszkańców (w 2012 roku) |
| - | ---------- | ----------- | -------------------------------- |
| 1 | Santa Cruz | Santa Cruz  | 1 442 396                        |
| 2 | El Alto    | La Paz      | 846 880                          |
| 3 | La Paz     | La Paz      | 758 845                          |
| 4 | Cochabamba | Cochabamba  | 632 013                          |
| 5 | Oruro      | Oruro       | 264 943                          |
| 6 | Sucre      | Chuquisaca  | 238 798                          |
| 7 | Tarija     | Tarija      | 179 561                          |
| 8 | Potosí     | Potosí      | 176 022                          |
| 9 | Sacaba     | Cochabamba  | 150 110                          |

### Struktura etniczna
Największymi grupami etnicznymi są: Metysi – 42,4%, Keczua – 27,2%, Ajmara – 22,5%, Niemcy – 2%, Chiquitano – 1,7%, Guarani – 1,3%, ludność pochodzenia afrykańskiego – 1,1%, pozostali – 1,8%.

### Religia

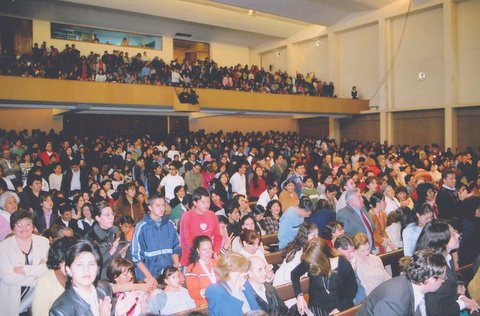
Zielonoświątkowy zbór w La Paz

Struktura religijna kraju w 2018 roku według CIA World Factbook:
- katolicyzm – 70%
- ewangelikalizm – 14,5%
- brak religii / nieokreśleni – 8,3%
- adwentyści dnia siódmego – 2,5%
- mormoni – 1,2%
- inne religie – 3,5%.

## Kultura
Obyczaje i tradycje
Meloniki

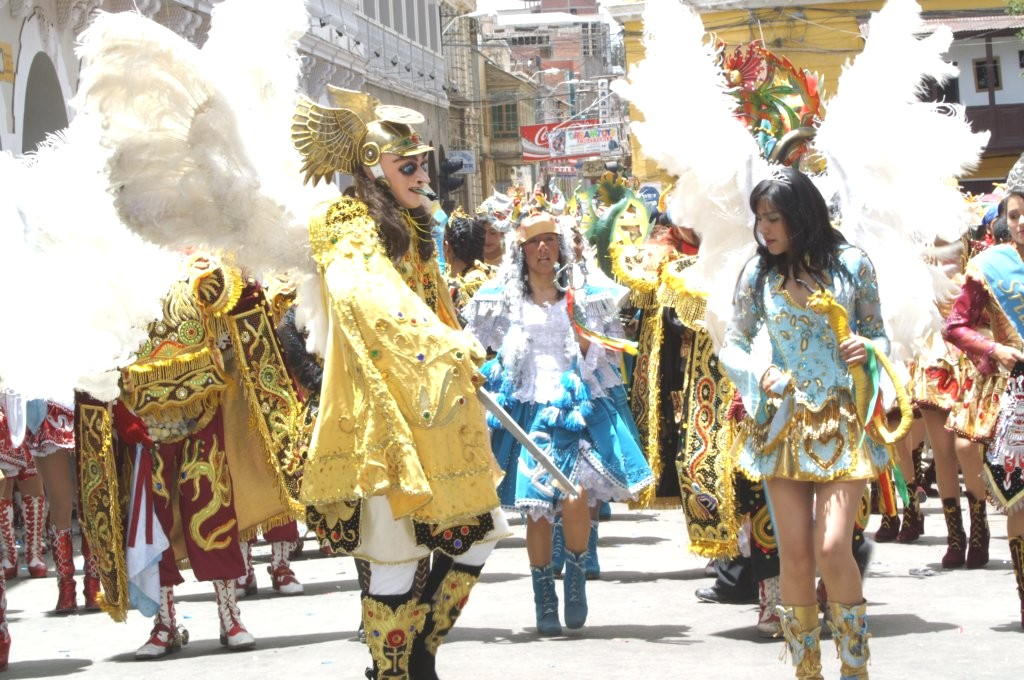
Karnawał w Oruro

Tradycyjne kapelusze typu bowler hat (melonik) noszone są przez mieszkańców pochodzenia indiańskiego i niekiedy – w przypadku kobiet – wskazują na stan cywilny właścicielek. Jeśli przechylone są na bok głowy, oznaczają stan panieński, jeśli natomiast znajdują się na jej czubku, kobieta jest zamężna. Kolory i fasony kapeluszy różnią się w zależności od regionu.
Tkactwo
Jednym z najważniejszych przejawów kultury boliwijskiej jest tkactwo – sztuka, która obecnie przeżywa odrodzenie (rolnictwo w kraju podupada i mieszkańcy szukają sposobów na zarobienie przez sprzedawanie lokalnych wyrobów turystom).
Rodzina
Rodzina jest główną jednostką społeczną i centrum życia większości Boliwijczyków. Więzy rodzinne są silne. Na terenach wiejskich kilka pokoleń żyje często pod jednym dachem. Taka poszerzona rodzina jest dużym oparciem dla jej członków; wzajemna pomoc jest tu oczywistością. W miastach częściej spotyka się rodziny jednopokoleniowe (mąż, żona, dzieci).
Etykieta
Stosunki społeczne są dość sformalizowane. Kupujący w sklepach zobowiązani są okazywać szacunek sprzedawcom, używając słowa 'proszę'. Ważne jest zwracanie się do mężczyzn grzecznościowym tytułem 'don', a do kobiet – 'dona'. Chłopi zwracają się do członków miejskiej elity hiszpańskojęzycznej per 'dżentelmen'. Obyczaje zalecają bliskie stanie obok osoby, z którą się rozmawia. Patrzenie prosto w oczy jest akceptowane. Na terenach wiejskich przy powitaniu wymienia się uścisk dłoni, czasem klepnięcie w plecy, jednak publiczne całowanie czy przytulanie nie spotyka się z aprobatą otoczenia. Ważnym elementem boliwijskiej etykiety jest też gościnność i hojność.
Pollera
Pollera jest rodzajem spódnicy noszonym przez Boliwijki pochodzenia indiańskiego. Pierwotnie był to strój hiszpańskich chłopek, który narzucany był rdzennym mieszkankom Boliwii przez władze kolonialne. Obecnie pollera jest symbolem dumy z własnego pochodzenia i korzeni. Pollery są wykonane z wełny lub bawełny i bardzo kolorowe.
Języki
Około 80% mieszkańców Boliwii posługuje się hiszpańskim jako językiem ojczystym. Języki Indian Keczua i Ajmara są również w użyciu. Niektórzy Boliwijczycy są trójjęzyczni.
Wyznania
Zdecydowana większość Boliwijczyków praktykuje katolicyzm. Dość popularny, zwłaszcza ostatnio, jest także protestantyzm. Ponadto 1% mieszkańców Boliwii praktykuje bahaizm, religię dążącą do unifikacji wyznań teistycznych jako podstawy do osiągnięcia jedności rodzaju ludzkiego.
Święta państwowe i religijne
1 stycznia – Nowy Rok, poniedziałek i wtorek karnawału, 1 maja, 6 sierpnia – święto narodowe, 1 i 2 listopada – Wszystkich Świętych i Zaduszki, 25 grudnia – Boże Narodzenie.

## Gospodarka
Boliwia jest bardzo słabo rozwiniętym krajem Ameryki Południowej. PKB w 2017 r. wynosił równowartość 3353 USD na 1 mieszkańca. Podstawą gospodarki jest przemysł wydobywczy oraz rolnictwo. Najważniejszym towarem eksportowym jest cyna. Po spadku jej cen w roku 1980 w Boliwii nastąpiło załamanie gospodarcze. Bardzo wzrosła inflacja, a dług zagraniczny sięgnął 4,4 mld USD. W Boliwii wydobywa się duże ilości gazu ziemnego.
Boliwia ma drugie na świecie, największe zasoby litu (rudę w postaci węglanu litu). Są one szacowane na 9 megaton (rudy albo w przeliczeniu na metal). Lit jest wykorzystywany m.in. w akumulatorach litowo-jonowych stosowanych m.in. w samochodach elektrycznych i smartfonach. W 2018 roku cena 1 tony wynosiła około 16 500 USD. Na jednego mieszkańca z samych zasobów litu przypada więc równowartość 51 688,49 PLN.

## Siły zbrojne
Boliwia dysponuje trzema rodzajami sił zbrojnych: wojskami lądowymi, marynarką wojenną oraz siłami powietrznymi. Uzbrojenie sił lądowych Boliwii składało się w 2014 roku z m.in.: 54 czołgów, 211 opancerzonych pojazdów bojowych oraz 86 zestawów artylerii holowanej. Marynarka wojenna Boliwii dysponowała w 2014 roku 19 okrętami obrony przybrzeża. Boliwijskie siły powietrzne z kolei posiadały w 2014 roku uzbrojenie w postaci m.in. 30 samolotów transportowych, 42 samolotów szkolno-bojowych oraz 20 śmigłowców.
Wojska boliwijskie w 2014 roku liczyły 55,5 tys. żołnierzy zawodowych oraz 37,1 tys. rezerwistów. Według rankingu Global Firepower (2014) boliwijskie siły zbrojne stanowią 91. siłę militarną na świecie, z rocznym budżetem na cele obronne w wysokości 315 mln dolarów (USD).